# Marcos Senna
Marcos Antônio Senna da Silva (n. 17 iulie 1976, São Paulo), cunoscut ca Marcos Senna, este un fost fotbalist spaniol de etnie braziliană, care a jucat pentru New York Cosmos.

## Palmares

### Club
Corinthians
- Campeonato Paulista: 1999
- Campeonato Brasileiro: 1999
- Campionatul Mondial al Cluburilor FIFA: 2000

Villarreal
- Cupa UEFA Intertoto: 2003, 2004

New York Cosmos
- North American Soccer League: 2013
- Soccer Bowl 2013

### Internațional
Spania
- - Campionatul European de Fotbal: 2008

### Individual
- Campionatul European de Fotbal: 2008 Echipa turneului
- Don Balón Award – Fotbalistul spaniol al anului: 2008

## Goluri internaționale
| #  | Data               | Stadion                           | Oponent | Scor | Rezultat | Competiția                                             |
| -- | ------------------ | --------------------------------- | ------- | ---- | -------- | ------------------------------------------------------ |
| 1. | 10 septembrie 2008 | Carlos Belmonte, Albacete, Spania | Armenia | 4–0  | 4–0      | Calificările pentru Campionatul Mondial de Fotbal 2010 |

## Statistici de club
| Club            | Sezon | Campionat | Campionat | Cupă    | Cupă   | Europa  | Europa | Total   | Total  |
| Club            | Sezon | Meciuri   | Goluri    | Meciuri | Goluri | Meciuri | Goluri | Meciuri | Goluri |
| --------------- | ----- | --------- | --------- | ------- | ------ | ------- | ------ | ------- | ------ |
| Corinthians     |       |           |           |         |        |         |        |         |        |
| 2000            | 16    | 0         | -         | -       | -      | -       | 16     | 0       |        |
| Total           | 16    | 0         | -         | -       | -      | -       | 16     | 0       |        |
| Juventude       |       |           |           |         |        |         |        |         |        |
| 2001            | 12    | 1         | -         | -       | -      | -       | 12     | 1       |        |
| Total           | 12    | 1         | -         | -       | -      | -       | 12     | 1       |        |
| São Caetano     |       |           |           |         |        |         |        |         |        |
| 2002            | 14    | 1         | -         | -       | -      | -       | 14     | 1       |        |
| Total           | 14    | 1         | -         | -       | -      | -       | 14     | 1       |        |
| Villarreal      |       |           |           |         |        |         |        |         |        |
| 2002–03         | 16    | 2         | 0         | 0       | 0      | 0       | 16     | 2       |        |
| 2003–04         | 9     | 0         | 0         | 0       | 0      | 0       | 9      | 0       |        |
| 2004–05         | 29    | 2         | 0         | 0       | 8      | 0       | 37     | 2       |        |
| 2005–06         | 30    | 3         | 0         | 0       | 13     | 1       | 43     | 4       |        |
| 2006–07         | 33    | 0         | 2         | 0       | 1      | 0       | 36     | 0       |        |
| 2007–08         | 34    | 4         | 5         | 1       | 4      | 1       | 43     | 6       |        |
| 2008–09         | 27    | 2         | 0         | 0       | 8      | 2       | 35     | 4       |        |
| 2009–10         | 30    | 1         | 3         | 0       | 7      | 3       | 40     | 4       |        |
| 2010–11         | 20    | 1         | 1         | 0       | 6      | 0       | 27     | 1       |        |
| 2011–12         | 31    | 5         | 1         | 0       | 6      | 0       | 38     | 5       |        |
| 2012–13         | 33    | 5         | 0         | 0       | 0      | 0       | 33     | 5       |        |
| Total           | 292   | 25        | 12        | 1       | 53     | 7       | 357    | 33      |        |
| New York Cosmos | 2013  | 13        | 5         | 1       | 1      | 0       | 0      | 14      | 6      |
| Total           |       | 347       | 32        | 13      | 2      | 53      | 7      | 413     | 41     |